# Буршье, Элизабет, 4-я баронесса Буршье
Элизабет Буршье (англ. Elizabeth Bourchier; пиблизительно 1399 — 1 июля 1433 года) — английская аристократка, 4-я баронесса Буршье в своём праве с 1409 года.

## Биография
Элизабет Буршье принадлежала к знатному английскому роду, владения которого находились в Эссексе. Она была единственным ребёнком Бартоломью Буршье, 3-го барона Буршье, и его второй жены Идонеи Ловет. В 1409 году Элизабет унаследовала от отца земли и титул. Она дважды была замужем — за Хью Стаффордом, 1-м бароном Стаффордом, и за сэром Льюисом Робсартом, но детей не оставила. В результате после её смерти в 1433 году угасла старшая ветвь рода Буршье. Тело Элизабет было похоронено в Вестминстерском аббатстве.